# Dolenja Vas (Lupoglav)
Pour les articles homonymes, voir Dolenja Vas.
Dolenja Vas (en italien : Villabassa) est une localité de Croatie située en Istrie, dans la municipalité de Lupoglav, dans le comitat d'Istrie. En 2001, la localité comptait 82 habitants.

## Démographie
| 1948 | 1953 | 1961 | 1971 | 1981 | 1991 | 2001 |
| ---- | ---- | ---- | ---- | ---- | ---- | ---- |
| 225  | 262  | 189  | 140  | 110  | 82   | 82   |